# Marconi-Telegrafisten
Marconi-Telegrafisten er en dansk stum dramafilm fra 1912 produceret af Kinografen og instrueret af Einar Zangenberg, der også skrev filmens manuskript sammen med Robert Fessel. Filmens hovedroller som telegrafisten Robert og ekspeditricen Ellen spilles af Holger Reenberg og Tilly Christiansen.
Filmen havde dansk premiere den 14. oktober 1912 i Kinografens egen biograf på Frederiksberggade i København. 
En Marconi-telegrafist er en ældre betegnelse for en radiotelegrafist, opkaldt efter den italienske opfinder Guilemero Marconi, der udviklede det første brugbare radioudstyr. 

## Handling
Den unge telegrafist Robert redder den ligeledes unge Ellen fra druknedøden ved en badeanstalt, og kort efter bliver de to forlovede. Robert får stilling som marconi-telegrafist på en rig fabrikants lystbåd. Fabrikantens datter, Edith, lægger an på Robert, der bliver forelsket i Edith og herefter bryder med Ellen. Ellens bror vil hævne sin søster og har får pakket en helvedesmaskine ned i Roberts kuffert, som Robert tager med på skibet. Broren fortæller som sin plan til Ellen, der via radionen forsøger at advare Robert og skibets passagerer om bomben om bord. Men på skibet flirter Edith med Robert, så man kan ikke komme i kontakt med skibets telegraf. Edith kaster en rose i vandet, og spørger Robert om han tør hente den til hende. Han springer straks i vandet, med da han kommer op igen har det kolde vand afsvalet hans lidenskab, og han kaster med foragt rosen for Ediths fødder. - I samme nu hører han telegrafen, og han løber ned og modtager budskabet om bomben i kufferten. Kufferten kastes over bord i allersidste øjeblik. Da de kommer uskadt i land går han til Ellen, som er hans sande kærlighed.

## Medvirkende
- Tilly Christiansen som Ellen, ekspeditrice
- Aage Garde som Kaj, Ellens bror
- Holger Reenberg som Robert Hansen, telegrafist